# Мікст (суміш компонентів)
Мікст (рос. микст, англ. mixed product, нім. Mixt m) — проміжний за якістю продукт збагачення корисних копалин, який являє собою переважно суміш частинок корисного компонента та відходів, що потребує подальшого розділення (контрольного збагачення) — на відміну від справжнього промпродукту, який переважно складається зі зростків корисного компонента та відходів.